# Superhumanos Latinoamérica
Superhumanos Latinoamérica es un programa de televisión estadounidense transmitido por History. Presentado por Leonardo Tusam, fue emitido desde el día jueves 17 de mayo de 2012.

## Sinopsis
La serie, de 8 capítulos, propone un viaje por Latinoamérica en busca de hombres y mujeres con habilidades asombrosas, tales como arrastrar con el cuerpo más de 20 toneladas, realizar cálculos matemáticos más rápido que una computadora, permanecer seis minutos bajo el agua sin respirar, cantar en una nota más alta que cualquier nota musical, dormir 4 días seguidos sin comida ni bebida y subir un muro de 125 metros sin arnés.

## Participantes
| Participante         | Situación final |
| -------------------- | --------------- |
| Ricardo Nort         | En competencia  |
| Jaime García Serrano | En competencia  |
| Georgia Brown        | En competencia  |
| Delson Peixoto       | En competencia  |
| Carlos Días          | En competencia  |
| Javier Zapata        | En competencia  |
| Manuel García        | En competencia  |
| Néstor Contreras     | En competencia  |
| Tiago Della Vega     | En competencia  |
| Luigi Cani           | En competencia  |
| Silvio Velo          | En competencia  |
| Luis Mello           | En competencia  |

## Protagonistas
- El Hombre Calculadora: Jaime García Serrano afirma ser capaz de realizar operaciones matemáticas que son prácticamente imposibles de descifrar en forma mental.